# Sikås
Sikås är en by i Hammerdals distrikt (Hammerdals socken) i Strömsunds kommun i norra Jämtland. SCB har för bebyggelsen avgränsat två småorter; Sikås (östra delen) och Sikås (västra delen). Sedan 2010 räknas dock enbart den östra delen som småort. Närmaste tätort är Hammerdal. Inlandsbanan passerar genom byn med persontrafik sommartid, och station finns här. Tidigare fanns det även en bibana till Hammerdal.

## Befolkningsutveckling
| Befolkningsutvecklingen i Sikås 1955–2010 | Befolkningsutvecklingen i Sikås 1955–2010 | Befolkningsutvecklingen i Sikås 1955–2010 | Befolkningsutvecklingen i Sikås 1955–2010 | Befolkningsutvecklingen i Sikås 1955–2010 |
| ----------------------------------------- | ----------------------------------------- | ----------------------------------------- | ----------------------------------------- | ----------------------------------------- |
|                                           |                                           |                                           |                                           |                                           |
| År                                        |                                           |                                           | Folkmängd                                 |                                           |
| 1955                                      | 1955                                      |                                           | 609                                       |                                           |
| 1960                                      | 1960                                      |                                           | 479                                       |                                           |
| 1965                                      | 1965                                      |                                           | 380                                       |                                           |
| 1970                                      | 1970                                      |                                           | 320                                       |                                           |
| 1975                                      | 1975                                      |                                           | 285                                       |                                           |
| 1980                                      | 1980                                      |                                           | 296                                       |                                           |
| 1985                                      | 1985                                      |                                           | 272                                       |                                           |
| 1990                                      | 1990                                      |                                           | 257                                       |                                           |
| 1996                                      | 1996                                      |                                           | 260                                       |                                           |
| 2000                                      | 2000                                      |                                           | 255                                       |                                           |
| 2006                                      | 2006                                      |                                           | 220                                       |                                           |
| 2010                                      | 2010                                      |                                           | 238                                       |                                           |
|                                           |                                           |                                           |                                           |                                           |

## Näringsliv
Jordbruk är en viktig näring, och en matbutik finns på orten.

## Personer från orten
- Författaren Ing-Marie Eriksson växte upp i byn och mycket av berättelsen i hennes debutroman Märit, som utspelar sig under 1930- och 1940-talen, är hämtat från Sikås.[5]

- Violinisten Lars Fresk, känd från Freskkvartetten, var född och uppväxt i Sikås och återvände under senare delen av sitt liv.